# Saxby River
Der Saxby River ist ein Fluss im Norden des australischen Bundesstaates Queensland. Er führt nicht ganzjährig Wasser, sondern nur zur Regenzeit.

## Geographie

### Flusslauf
Der Fluss entspringt an den Westhängen der Gregory Range, die zur Great Dividing Range gehört. Er fließt zunächst nach Südwesten bis Saxby Downs und beschreibt dann einen Bogen nach Nordwesten. Im Grasland fließt er größtenteils parallel zum Flinders River und zum Cloncurry River. Bei Warren Vale mündet er in den Flinders River.

### Nebenflüsse mit Mündungshöhen
Der Saxby River hat folgende Nebenflüsse:
- Eureka Creek – 214 m
- Express Creek – 164 m
- Sandy Creek – 150 m
- Monkey Creek – 57 m
- Cockatoo Creek – 56 m
- Large Anabranch – 34 m
- Wondoola Creek – 22 m

### Durchflossene Seen
Der Saxby River durchfließt etliche Wasserlöcher, die auch dann mit Wasser gefüllt sind, wenn der Fluss selbst trocken liegt:
- Big Crocodile Waterhole – 81 m
- Little Crocodile Waterhole – 79 m
- Barlow Waterhole – 76 m
- Lyrian Waterhole – 67 m
- Sandridge Waterhole – 59 m
- Chain Waterhole – 55 m
- Earles Camp Waterhole – 50 m